# Lijst van first-person shooters
Deze pagina geeft een alfabetisch overzicht van first-person shooters (een genre van computerspellen).

## Opmerkingen
- Lidwoorden (a, an, the) zijn bij het alfabetiseren buiten beschouwing gelaten. Daarnaast zijn voornamen en toevoegsels als mister en doctor niet meegenomen bij de indeling.
- Doordat sommige spellen een mengeling zijn van meerdere genres, zijn deze soms moeilijk te classificeren, waardoor het kan voorkomen dat een spel in deze lijst kenmerken bevat van zowel het genre first-person shooter (FPS) als een of meer andere genres. Het criterium voor vermelding in deze lijst is dat het spel voornamelijk een FPS-spel is (met eventueel elementen van andere genres, maar deze dienen in gelijke of mindere mate aanwezig te zijn).

## A
- Aliens versus Predator
- Alien Trilogy
- Alliance of Valiant Arms
- America's Army: Rise of a Soldier
- Amsterdoom
- Apex Legends
- Area 51
- Armed Assault
- ARMA 2
- ARMA 2: Operation Arrowhead
- AssaultCube

## B
- Battlefield 1
- Battlefield 1942
- Battlefield 1943
- Battlefield 2
- Battlefield 2: Modern Combat
- Battlefield 2142
- Battlefield 3
- Battlefield 4
- Battlefield V
- Battlefield 2042
- Battlefield Hardline
- Battlefield: Bad Company
- Battlefield: Bad Company 2
- Battlefield Heroes
- Battlefield Vietnam
- BioShock
- BioShock 2
- BioShock Infinite
- Black
- Blake Stone: Aliens of Gold
- Blake Stone: Planet Strike
- Blood
- Blood II: The Chosen
- Borderlands
- Borderlands 2
- Borderlands: The Pre-Sequel!
- Borderlands 3
- Brothers in Arms: Earned in Blood
- Brothers in Arms: Hell's Highway
- Brothers in Arms: Road to Hill 30
- BZFlag

## C
- Call of Duty
- Call of Duty 2
- Call of Duty 2: Big Red One
- Call of Duty 3
- Call of Duty 4: Modern Warfare
- Call of Duty: Advanced warfare
- Call of Duty: Black Ops
- Call of Duty: Black Ops II
- Call of Duty: Black Ops III
- Call of Duty: Black Ops IIII
- Call of Duty: Ghosts
- Call of Duty: Modern Warfare 2
- Call of Duty: Modern Warfare 3
- Call of Duty: United Offensive
- Call of Duty: World at War
- Call of Duty: WWII
- Call of Duty: Modern Warfare
- Call of Duty: Black Ops Cold War
- Call of Juárez
- Call of Juarez: Bound in Blood
- Call of Juarez: The Cartel
- Chasm: The Rift
- Clive Barker's Jericho
- Combat Arms
- Command & Conquer: Renegade
- Conflict: Desert Storm
- Corridor 7: Alien Invasion
- Counter-Strike
- Counter-Strike: Source
- Counter-Strike: Global Offensive
- Crysis
- Crysis 2
- Crysis 3
- Crysis: Warhead

## D
- The Darkness
- Day of Defeat
- Day of Defeat: Source
- Dead man's hand
- Dead Space
- Dead Space 2
- Dead Space 3
- Delta Force
- Delta Force 2
- Delta Force: Landwarrior
- Delta Force: Urban Warfare
- Delta Force: Task Force Dagger
- Delta Force: Black Hawk Down
- Delta Force: Xtreme
- Delta Force: Xtreme 2
- Delta Force: Angel Falls
- Dementium: The Ward
- Deus Ex
- Doom
- Doom II: Hell on Earth
- Doom 3
- Duke Nukem 3D
- Duke Nukem Forever

## E
- Enemy Territory: Quake Wars
- Evolve

## F
- F.E.A.R.
- F.E.A.R. 2: Project Origin
- F.E.A.R. 3
- Fallout
- Fallout 2
- Fallout 3
- Fallout: New Vegas
- Fallout 4
- Far Cry
- Far Cry 2
- Far Cry 3
- Far Cry 3: Blood Dragon
- Far Cry Vengeance
- Far Cry 4
- Fortnite
- Frontlines: Fuel of War

## G
- Geist
- Tom Clancy's Ghost Recon computerspelserie met onder meer:
  - Tom Clancy's Ghost Recon
  - Tom Clancy's Ghost Recon: Future Soldier
- GoldenEye 007

## H
- Half-Life
- Half-Life: Blue Shift
- Half-Life: Decay
- Half-Life: Opposing Force
- Half-Life 2
- Half-Life 2: Episode One
- Half-Life 2: Episode Two
- Halo - computerspelserie, met onder meer:
  - Halo: Combat Evolved
  - Halo 2
  - Halo 3
  - Halo Wars
  - Halo 3: ODST
  - Halo: Reach
  - Halo: Combat Evolved Anniversary
  - Halo 4
  - Halo: Spartan Assault
- Haze
- Homefront
- Homefront: The Revolution

## J
- James Bond 007: Nightfire
- Joint Operations: Typhoon Rising

## K
- Ken's Labyrinth
- Killing Floor
- Killzone
- Killzone 2
- Killzone 3
- .kkrieger
- Krunker

## L
- Left 4 Dead
- Left 4 Dead 2

## M
- Medal of Honor
- Medal of Honor: Allied Assault
- Medal of Honor: Airborne
- Medal of Honor: Heroes
- Medal of Honor: Heroes 2
- Medal of Honor: Pacific Assault
- Medal of Honor: Rising Sun
- Medal of Honor: Frontline
- Medal of honor:spearhead
- Medal of Honor:Breakthrough
- Medal of Honor: Vanguard
- Medal of Honor: Underground
- Medal of honor:Warfighter
- Metroid Prime 2: Echoes
- Metroid Prime 3: Corruption
- Mirror's Edge

## N
- Natural Selection 2
- Nexuiz
- No One Lives Forever

## O
- OpenArena
- Operation 7
- Operation Flashpoint: Cold War Crisis
- Operation Flashpoint: Dragon Rising
- Operation Flashpoint: Red River
- Outlaws
- Overwatch

## P
- Perfect Dark
- PlayerUnknown's Battlegrounds
- Portal
- Portal 2
- Payday 2
- Payday: The Heist

## Q
- Quake
- Quake II
- Quake III Arena
- Quake 4
- Quake Live
- Quake Champions
- Quantum of Solace

## R
- Tom Clancy's Rainbow Six - computerspelserie met onder meer:
  - Tom Clancy's Rainbow Six: Siege
  - Tom Clancy's Rainbow Six: Vegas
- Red Orchestra: Ostfront 41-45
- Red Orchestra: Combined Arms
- Red Steel
- Resistance: Fall of Man
- Resistance 2
- Rise of the triad

## S
- Samurai Warriors: Katana
- Serious Sam
- Serious Sam II
- Soldier of Fortune
- Soldier of Fortune 2
- Spec Ops: The Line
- S.T.A.L.K.E.R.: Shadow of Chernobyl
- S.T.A.L.K.E.R.: Clear Sky
- Star Wars: Battlefront
- Star Wars: Battlefront II
- Star Wars: Republic Commando
- SWAT 3: Close Quarters Battle
- SWAT 4
- SWAT 4: The Stetchkov Syndicate

## T
- Tactical Ops
- Team Fortress 2
- TimeSplitters: Future Perfect
- Titanfall
- Titanfall 2
- Tribes: Ascend
- TrueCombat: Elite

## U
- Unreal
- Unreal II: The Awakening
- Unreal Tournament
- Unreal Tournament 2003
- Unreal Tournament 2004
- Unreal Tournament 3
- Urban Terror

## V
- Valorant
- Vietcong

## W
- War Rock
- Warsow
- Will Rock
- Wolfenstein
- Wolfenstein 3D
- Wolfenstein: Enemy Territory
- Wolfenstein: The New Order
- Wolfenstein: The Old Blood
- Wolfteam

## X Y Z
- XIII
- Yager